# Экономика города Ртищево
Эконо́мика го́рода Рти́щево представлена следующими предприятиями: ОАО завод «Аргон», ЗАО «Даргез-Ртищево» (на базе бывшего мясокомбината) ЗАО «Птицевод», ЗАО «Элеваторхолдинг» (филиал холдинга «Солнечные продукты») Маслозавод «Ласточка», завод строительных материалов. ООО «Ватная фабрика „Забота“», ОАО «Ртищевский ремонтно-механический завод» и швейная фабрика «Волжанка» прекратили свою деятельность.

## ЗАО «Даргез-Ртищево» (ОАО «Мясокомбинат „Ртищевский“»)

Братья Барсельман с работниками ртищевской мясохладобойной фабрики (начало 1910-х годов)

В 1911 году в Ртищево начала действовать мясохладобойня акционерного общества «Братья Барсельман». Предприятие занималось скупкой и экспортом за границу куриных яиц, битой птицы, свинины, дичи и других скоропортящихся товаров. На предприятии имелось: склад-холодильник на 200 вагонов, оборудованный двумя компрессорами аммиачной системы; бойни со специальными приспособлениями для массового убоя свиней, салотопней, колбасной, подвалом, предназначенным для солки свинины, экспортируемой в Англию под именем зелёного шпика «Беконъ» и прочими помещениями; три корпуса кормушек для откорма кур, вместимостью на 36000 пар, кормушки для живых свиней по 500 штук, здание для ощипки битой птицы и её сортировки. На мясохладобойне была своя электростанция, оснащённая двигателями английских фирм.
В 1930-е годы предприятие было реорганизовано в экспортный беконный комбинат союзного значения. Была произведена надстройка шкуроволосяного цеха, расширен колбасный цех, построен утильный цех. В июле 1941 года из-за нехватки квалифицированных кадров мясокомбинат оказался на грани закрытия. Было решено организовать на его базе училище. Первые годы училище готовило строителей и мясников. ФЗУ мясокомбината (с середины 1960-х годов ГПТУ-28) прекратило существование в конце 1980-х годов.
В 1950-е годы мясокомбинат давал около 84 % всей валовой продукции промышленности города.
В 1974 году на территории мясокомбината было начато строительство перопуховой фабрики, которая была сдана в эксплуатацию в начале января 1978 года. Проектная мощность фабрики была рассчитана на производство 4,5 тонн продукции в смену. Она была одной из семи фабрик подобного типа, возведённых почти одновременно в СССР. При возведении этого предприятия и монтаже оборудования принимали участие строители Саратова, Пензы, Курска, а также немецкие специалисты, так как технологические линии по переработке пера и пуха, шитью изделий поступили в Ртищево из ГДР. Первые мастера, технологи и операторы машин проходили практику в городе Каменск-Шахтинский. Основной продукцией фабрики стали перо-пуховые одеяла и подушки.

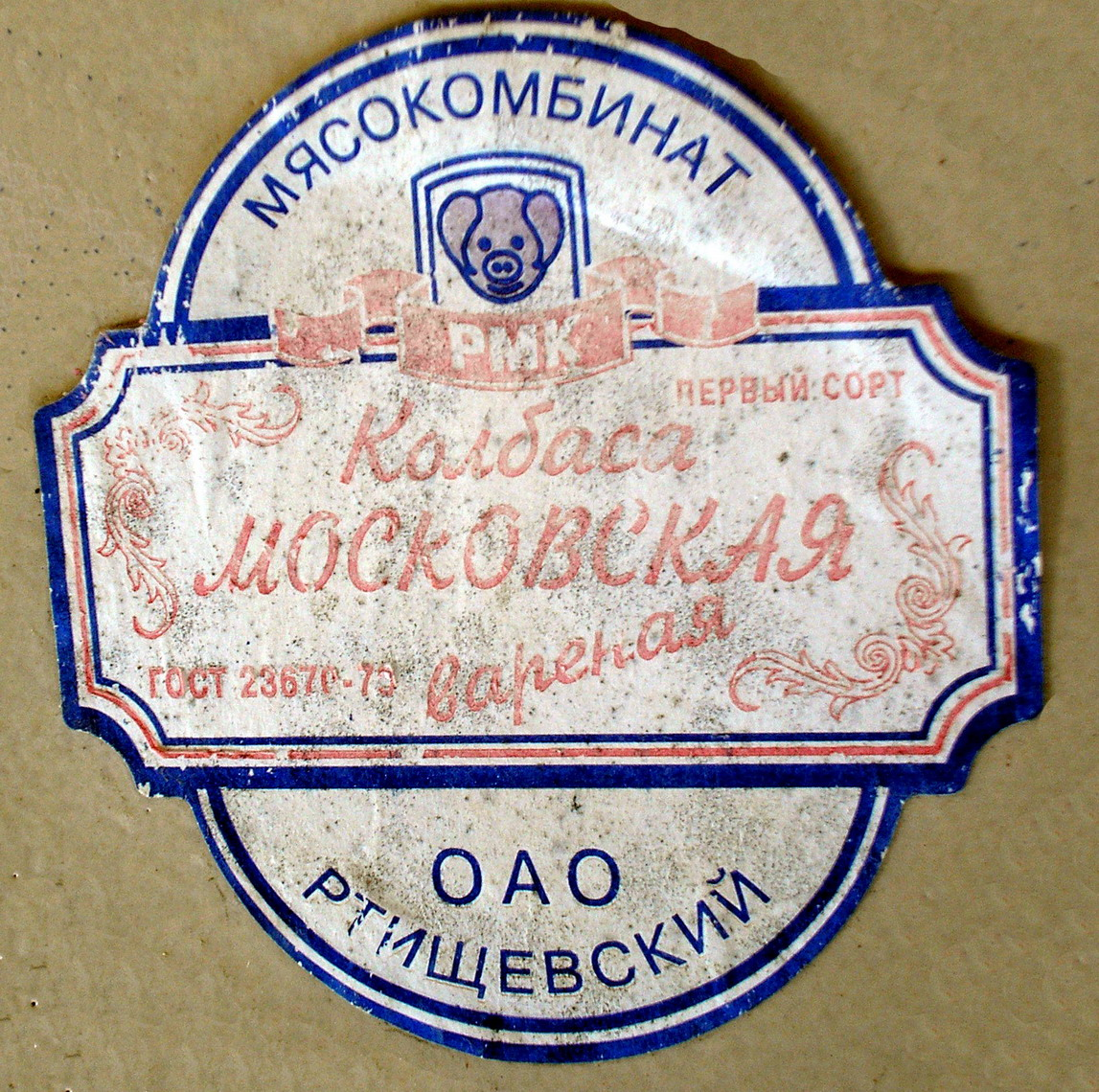
Этикетка от колбасы «Московская» ОАО «Мясокомбинат „Ртищевский“» (начало 1990-х)

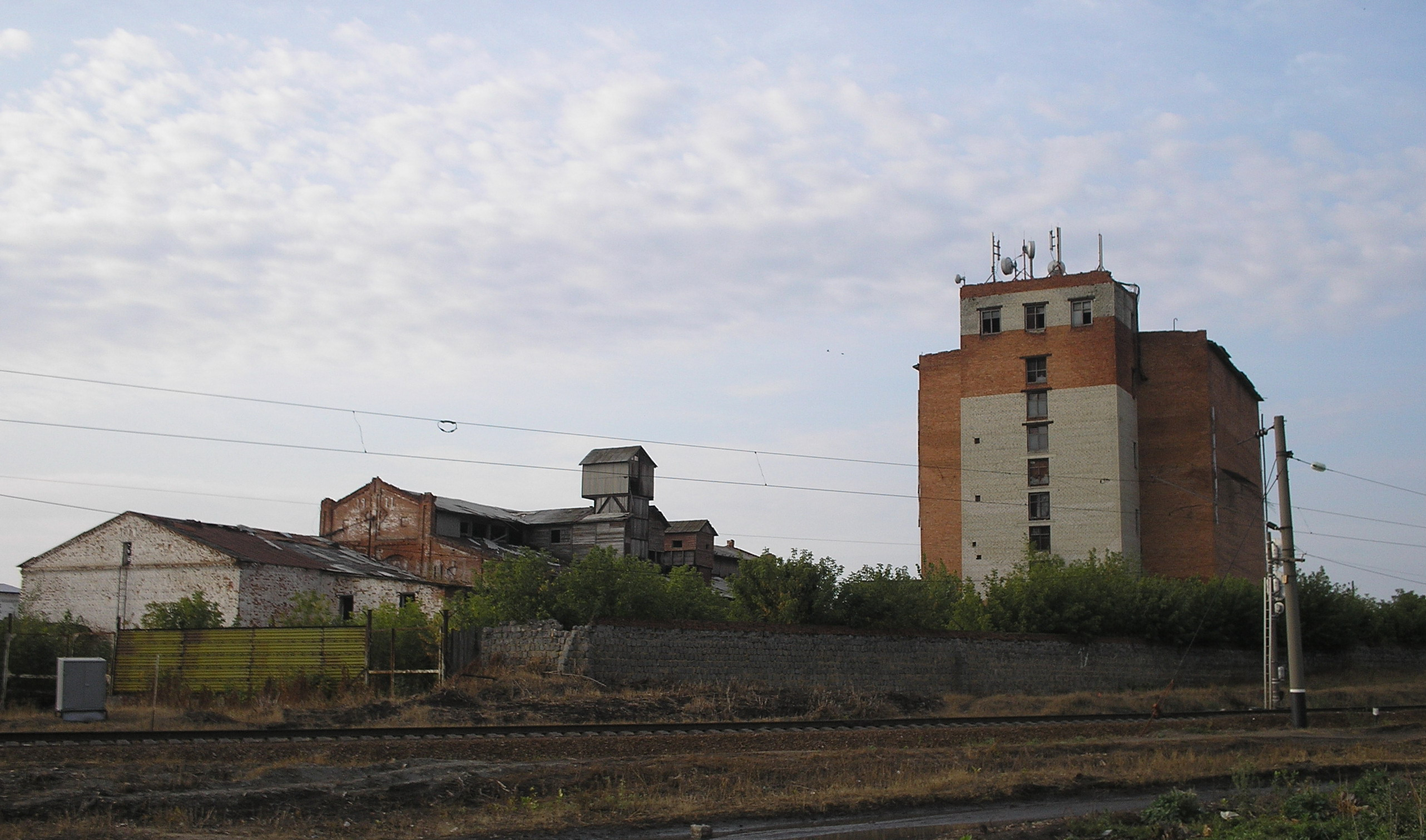
Ртищевский мясокомбинат, общий вид (2007 год)

В начале 1990-х годов мясокомбинат был преобразован в открытое акционерное общество «Мясокомбинат „Ртищевский“». Его мощности позволяли перерабатывать за сутки более 30 т скота. За год, при стабильной поставке сырья, он вырабатывал более 7000 т мяса и субпродуктов, 3000 т колбас, около 200 кг варёных кормов для животных и птицы, до 300 т жиров. На мясокомбинате производили полуфабрикаты, варёные, полукопчёные и копчёные колбасные изделия, была запущена новая технологическая линия по выпуску мясных консервов, оборудован участок по выработке копчёных деликатесов.
В августе 1998 года мясокомбинат и перопуховая фабрика были закрыты.
В 2000 году перопуховая фабрика была приобретена Московским торговым домом «Даргез» — крупнейшим в России производителем постельных принадлежностей и предметов домашнего текстиля. Производство было запущено в июне 2001 года. Продукция, выпускаемая фабрикой, реализуется в Воронеже, Саратове, Ростове-на-Дону, Хабаровске и других городах России.
В настоящее время на территории мясокомбината действует несколько предприятий: ЗАО «Даргез-Ртищево», ЗАО «Ртищевские продукты», ООО «Ритм» и «Стройдвор». Основной корпус мясокомбината 1911 года постройки находится в аварийном, полуразрушенном состоянии.

## ООО «Ватная фабрика „Забота“»

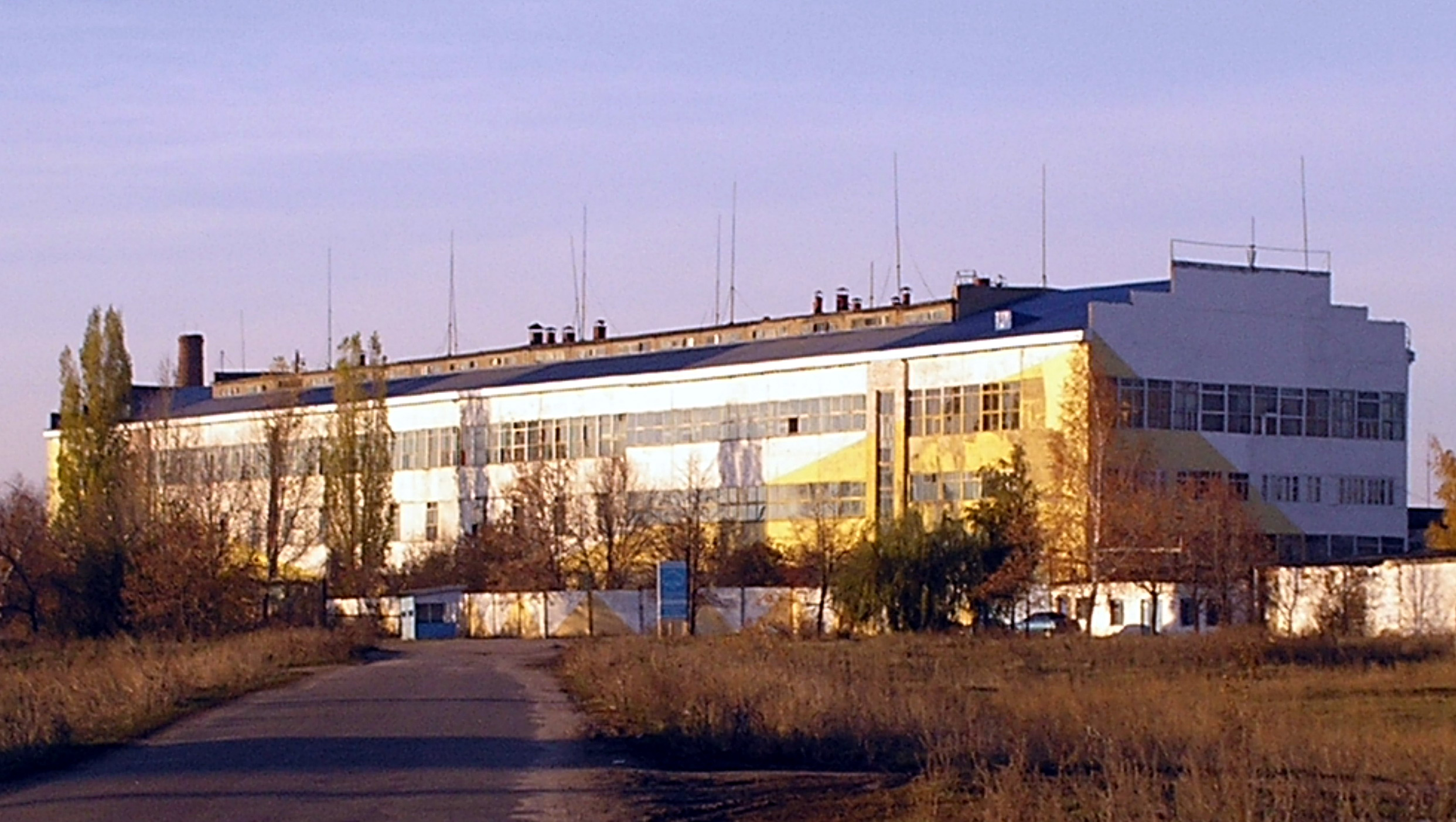
Ватная фабрика «Забота»

В апреле 1963 года по проекту Саратовского института «Промпроект» в Ртищево было начато строительство фабрики гигроскопической ваты. Летом 1967 года был сдан в эксплуатацию чесальный цех и выпущена первая пробная партия ваты. 25 января 1968 года Государственная комиссия подписала акт о приёме Ртищевской фабрики гигроскопической ваты. Весь технологический процесс изготовления ваты осуществлялся на фабрике без применения ручного труда. Фабрика «Гигровата» (позднее, ватная фабрика «Забота») — была одной из немногих в Советском Союзе, выпускавшая медицинскую вату и ватные фильтры для нужд сельского хозяйства. С конца 1990-х предприятие выпускало два вида хирургической медицинской ваты: кипную (прессованная вата в кипах по 50 кг) и фасованную (рулонная вата по 250 и 100 граммов в индивидуальной упаковке). Кроме основного вида продукции, предприятие выпускало также холстопрошивное паковочное полотно. Продукция фабрики отправлялась во все регионы России и в страны СНГ. Доля продукции фабрики в общем объёме выпуска ваты по Российской Федерации на 1998 год составляла 25 %. В 2010—2011 годах фабрика была закрыта и утилизирована.

## ОАО Завод «Аргон»

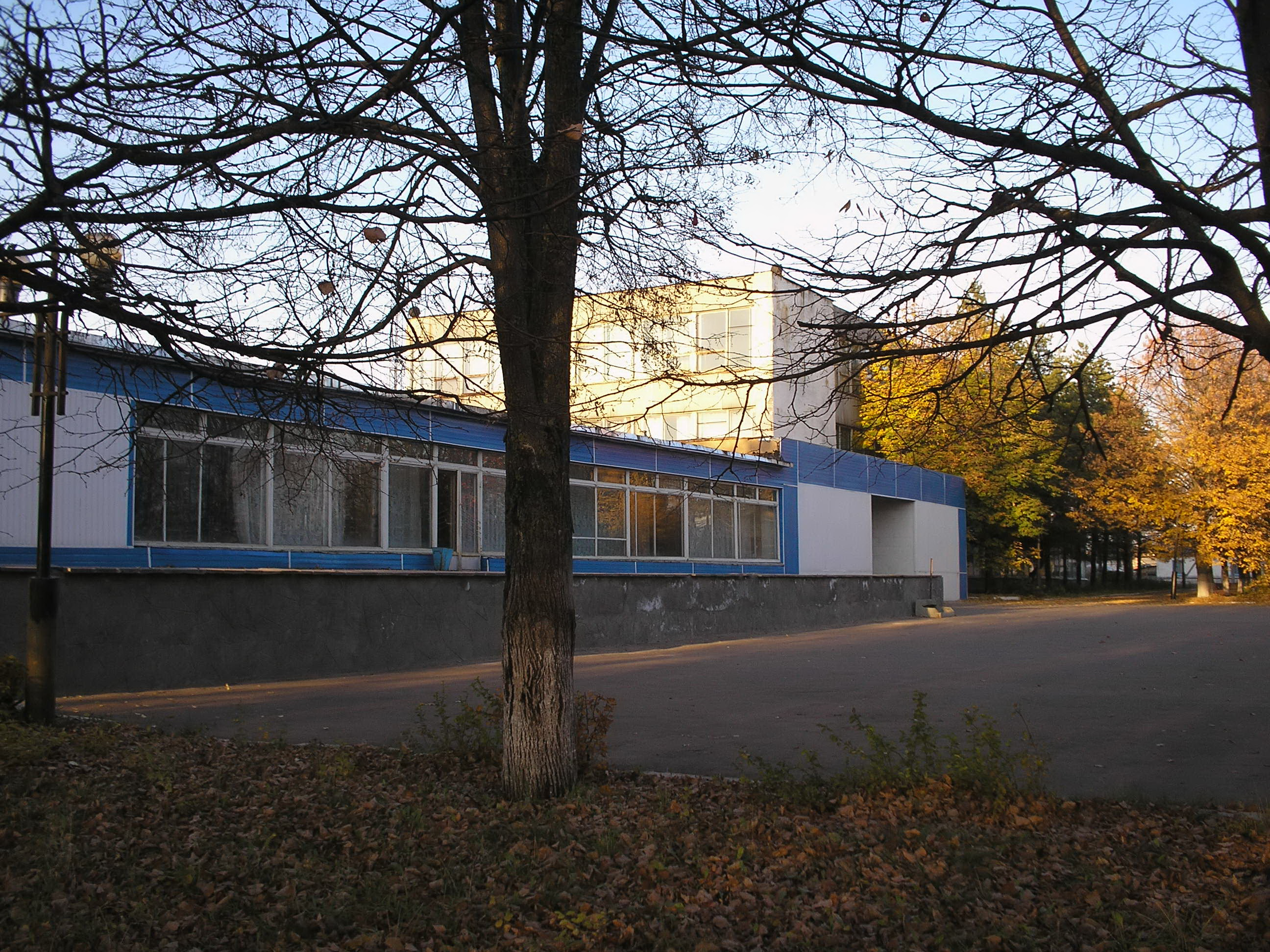
Завод «Аргон». Административный корпус (1974 года постройки)

6 июня 1968 года саратовский механический завод «Генератор» открыл в Ртищево токарный цех № 51, преобразованный позднее в филиал IV категории, с направлением «холодная обработка металлов резанием». В ГПТУ № 12 были организованы шестимесячные курсы, на которых обучались токарному делу 36 человек, которые и стали первыми рабочими филиала. Первоначально цех располагался в мастерских городской электростанции.
В ноябре 1971 года было закончено строительство первого типового цеха завода, одновременно ртищевское предприятие стало филиалом саратовского завода «Контакт». Завод выполнял преимущественно оборонные заказы. В июле 1985 года филиал Саратовского завода был преобразован в завод «Аргон» в составе производственного объединения «Контакт». В мае 1994 года завод приобрёл статус самостоятельного предприятия — АООТ «Аргон» (с 1996 года ОАО «Аргон»).
В настоящее время завод выпускает электромагнитные приводы, охранные системы для жилых и нежилых помещений, сторожевые устройства для автомобилей, индикаторы поворота, металлическую фурнитуру и опоры для мебели, промышленные машины и оборудование для производства и переработки кормов для животных, промышленные машины для нарезки сена, соломы и травы на корм для животных, промышленные машины для дробления зерна на корм для животных. Одно время завод так же выпускал скороварки, кастрюли, небольшие пилорамы и доильные установки.
Награды:
- Благодарность Губернатора Саратовской области — за большой вклад в социально-экономическое развитие области
- Диплом Международного благотворительного фонда «Меценаты столетия» — за возрождение традиций благотворительности и меценатства в России, способствующих развитию духовности и прогресса

Директора завода:
- Жутаев Николай Васильевич (1968—1971)
- Макеев Геннадий Степанович (1971—1978)
- Курганов Владимир Михайлович (1978—1999)
- Семёнов Вадим Анатольевич (с 1999)

## ЗАО «Птицевод»

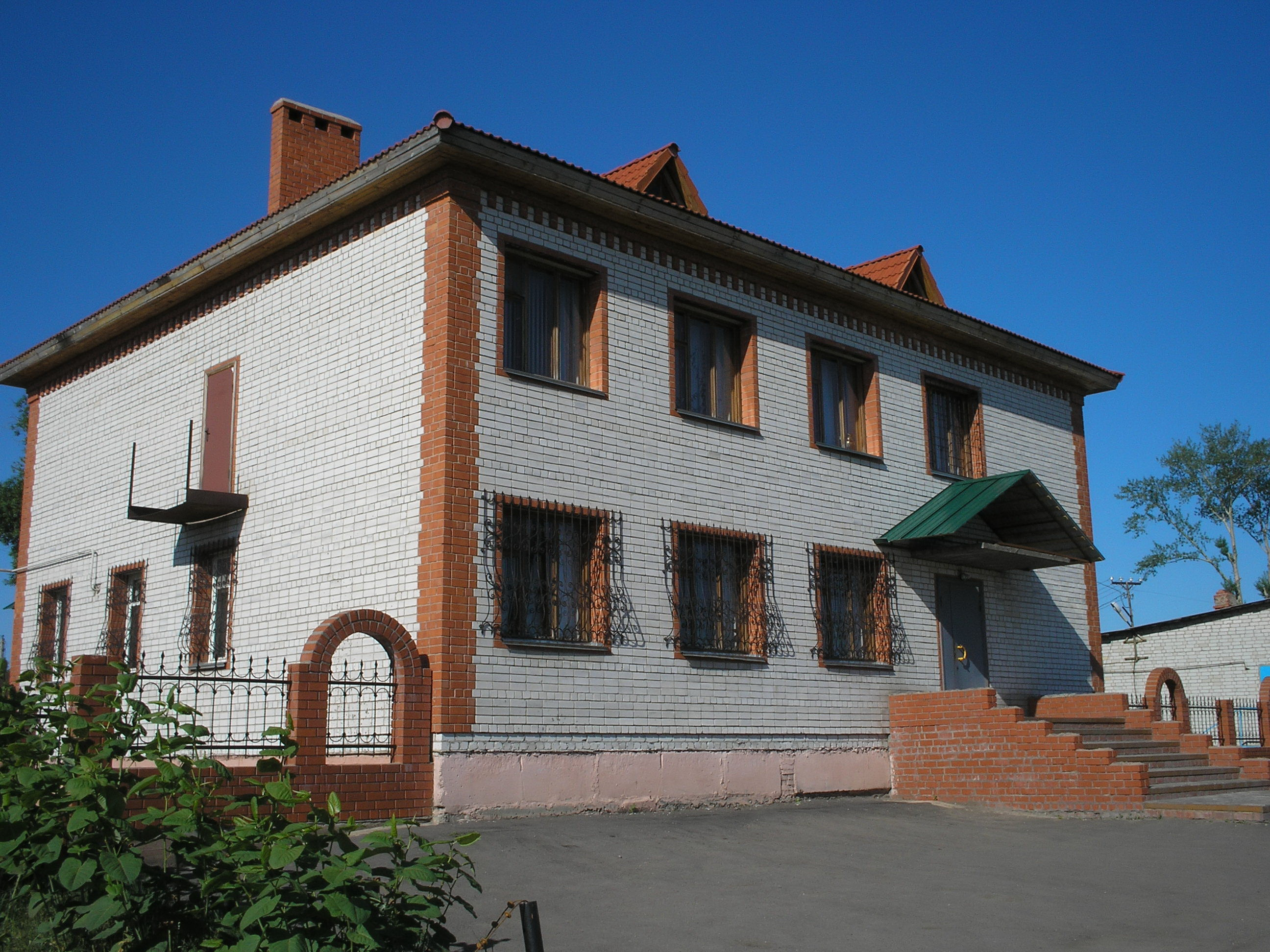
ЗАО «Птицевод». Контора

В 1960 году на южной окраине города началось строительство Ртищевской межколхозной птицефабрики. К моменту открытия фабрики в 1967 году были построены птичники, цыплятники, акклиматизаторы, мельница, несколько складских, служебных и подсобных помещений, гараж, контора, а также дома для работников. Основной продукцией фабрики были куриные яйца и птичье мясо.
В середине 1990-х годов птицефабрика была реорганизована в ТОО «Птицевод», а позднее в ЗАО «Птицевод».
В настоящее время производственная база предприятия насчитывает 20 корпусов, инкубатор, цех по переработке яиц в яичный порошок, забойный цех, крупорушку, кормовой и колбасный цеха, а также свинарник на 220 голов. ЗАО «Птицевод» — единственное сельскохозяйственное предприятие города.

## ОАО «Ртищевский ремонтно-механический завод»
В июле 1980 года, в результате реконструкции и расширения спецмастерских районного производственного объединения по производственно-техническому обеспечению сельского хозяйства, в городе был введён в эксплуатацию ремонтно-механический завод. Было построено новое здание цеха восстановления деталей, вступил в строй новый цех по восстановлению блоков двигателей.
Первоначально завод специализировался на капитальном ремонте тракторных двигателей. Двигатели в ремонт поступали не только со всех районов Саратовской области, но и с соседних областей — Пензенской и Тамбовской.
В середине 1990-х годов на заводе было освоено переоборудование автомашин ЗИЛ-130 и ГАЗ-53 с целью использования дизельного топлива. Кроме того, на ремзаводе вырабатывался кислород, производились товары народного потребления (гвозди, изгороди и сетки для палисадников и дачных участков) и запчасти нестандартного оборудования. В настоящее время завод закрыт.